# 11-я дивизия ландвера
11-я дивизия ландвера (11-й войсковой корпус) — вооружённое формирование, существовавшее в Австро-Венгрии в период с 1867 по 1919 год.

## История
Ландвер (нем. Landwehr - лесная стража) — резервная армия, созданная из добровольцев.
11-я дивизия ландвера была создана в 1867 году в соответствии с реформой военной службы, проведенной после поражения Австрии в войны с Пруссией в 1866 году. Эта реформа была направлена на укрепление национальной обороны и предотвращение дальнейших потерь территории в пользу Пруссии.
11-я дивизия ландвера принимала участие в Сербско-австрийской и Первой мировой войнах. В ходе Первой мировой войны принимала участие в сражениях как на Западном, так и на Итальянском фронте. К концу Первой мировой войны вследствие больших потерь дивизия была расформирована.

## Структура
Дивизия состояла из трёх пехотных бригад, одной кавалерийской бригады и артиллерийской бригады. Пехотная бригада состояла из трёх батальонов, каждый из которых состоял из десяти рот. Батальоны были размещены в разных частях империи, что позволяло дивизии быстро реагировать на угрозы в разных частях Австро-Венгерской империи.